# Albatros Al 101
Die Albatros Al 101 (Werksbezeichnung L 101) war ein zweisitziges Schulflugzeug der Albatros Flugzeugwerke.

## Geschichte
1930 entwarf das Konstruktionsbüro der Albatros Flugzeugwerke die L 101, die etwa 1931 die RLM-Bezeichnung Al 101 erhielt. Als Focke-Wulf im Jahre 1932 die Albatros-Werke übernahm, wurde die Al 101 weitergebaut, da immer wieder neue Aufträge für dieses gutmütige Schulflugzeug eingingen.
Albatros baute vor dem Konkurs noch vier Flugzeuge (W.-Nr. 10180, 10183–10185), Focke-Wulf sieben (W.-Nr. 141–147) aus einer Bestellung von 1932 sowie 83 für einen RLM-Auftrag (W.-Nr. 183–250, 281–295), sodass insgesamt 94 Flugzeuge gebaut wurden.

## Konstruktion
Die zweisitzige Al 101 war ein abgestrebter Hochdecker. Sie erhielt gegenüber ihren Vorgängern vor allem zwei wichtige Neuerungen: Das Tragwerk bestand vollständig aus einer Metallgerippekonstruktion und aus Sicherheitsgründen wurde die Hochdeckeranordnung gewählt. Zur platzsparenden Hangarierung waren außerdem die Tragflächen zurückklappbar. Als Triebwerke standen der Argus As 8 (Al 101), der Cirrus „Hermes“ (Al 101 A) und der Argus As 8 a (Al 101 C und D) zur Auswahl.

## Technische Daten
| Kenngröße             | Al 101        | Al 101 A        | Al 101 C und D |
| --------------------- | ------------- | --------------- | -------------- |
| Besatzung             | 2             | 2               | 2              |
| Länge                 | 8,50 m        | 8,50 m          | 8,50 m         |
| Spannweite            | 12,50 m       | 12,50 m         | 12,50 m        |
| Höhe                  | 2,75 m        | 2,75 m          | 2,75 m         |
| Rüstmasse             | 515 kg        | 515 kg          | 515 kg         |
| Startmasse            | 830 kg        | 830 kg          | 830 kg         |
| Triebwerk             | Argus As 8    | Cirrus „Hermes“ | Argus As 8 a   |
| Leistung              | 70 kW (95 PS) | 85 kW (116 PS)  | 88 kW (120 PS) |
| Kraftstoffvorrat      | 110 l         | 110 l           | 110 l          |
| Höchstgeschwindigkeit | 171 km/h      | 171 km/h        | 171 km/h       |
| Reisegeschwindigkeit  | 158 km/h      | 158 km/h        | 158 km/h       |
| Landegeschwindigkeit  | 70 km/h       | 70 km/h         | 70 km/h        |
| Reichweite            | 930 km        | 930 km          | 930 km         |